# Дем'янов Юліан Юрійович
Юліан Юрійович Дем'янов (28 січня 1994) — український триатлоніст. Переможець турніру Ironman 70.3 у Туреччині (2021). Чемпіон України. Учасник чемпіонатів світу, Європи і розіграшів Кубка світу. Майстер спорту України (2018).

## Спортивна кар'єра
Юліан є багаторазовим учасником і призером національних чемпіонатів України з тріатлону, а також представляв країну на міжнародних стартах, зокрема в серіях Ironman та Ironman 70.3.
- Переможець Ironman 70.3 Turkey (2021) з результатом 3:52:17[2]
- Учасник повної дистанції Ironman з найкращим результатом 8:27:07
- Учасник чемпіонатів Європи та світу
- Чемпіон України на олімпійській дистанції

Також входив до складу національної збірної України з тріатлону.
- Майстер спорту України з тріатлону[4]